# Ihle
Die Ihle ist ein kleiner, (heute) etwa 30 km langer ehemaliger Nebenfluss der Elbe im Landkreis Jerichower Land in Sachsen-Anhalt. Sie entspringt östlich von Lübars am Rande des Fläming. Eine direkte Quelle gibt es jedoch nicht, der Fluss entsteht aus mehreren Wasseraustritten im Quellgebiet. Gespeist wird die Ihle vor allem aus kleinen Wiesenbächen und Sickergräben, einziger nennenswerter Zufluss ist der Kammerforthgraben, welcher in Höhe der ehemaligen Jürgensmühle (ehemalige Walkmühle der Tuchmacherei, später Pelztierfarm mit Teichwirtschaft – nach 1990 stillgelegt), in die Ihle mündet. Der Fluss durchfließt die Ortsteile Hohenziatz und Lüttgenziatz der Stadt Möckern, sowie den Hochschulort Friedensau und den Ort Grabow, welche ebenso zu Möckern gehören. Im weiteren Verlauf fließt die Ihle durch die Kreisstadt Burg und mündet dort (heute) in den Elbe-Havel-Kanal (auch Ihlekanal oder Plauer Kanal). Der ursprüngliche Verlauf des Flusses bis zur Elbe ging im 18./19. Jahrhundert mit dem Bau des Ihle-Kanals, der seinem Verlauf weitgehend folgte, verloren. Noch heute erinnert der etwa 10 km nordöstlich von Burg gelegene Ort Ihleburg mit seinem Namen an diesen alten Flussverlauf.
Bis in das 20. Jahrhundert hinein wurde der Fluss intensiv für die Tuchmacher und Gerberei genutzt. Davon zeugen auch heute noch Reste ehemals vorhandener Mühlen und deren Stauanlagen. Zahlreiche Ortsbezeichnungen, wie Jürgensmühle, Bergmühle, Viktoriamühle usw. belegen diese Zeit der wirtschaftlichen Nutzung. Heute ist der Fluss wirtschaftlich ohne größere Bedeutung. Die einzige am Fluss heute noch vorhandene Mühle ist die Mühle „Zänker“ im Burger Ortsteil Gütter, welche allerdings elektrisch (Windkraftanlage) betrieben wird.
In der Ihle kommen zahlreiche Fischarten vor. So unter anderem: Rotauge, Aland, Döbel, Hecht und, im Oberlauf, Bachforelle.
Der Fluss wird 1114 erstmals urkundlich genannt (Ileda). Der Name könnte sich vom althochdeutschen Verb īlen mit der Bedeutung 'eilen, streben, mühen' ableiten.